# El Otero de Valdetuéjar
El Otero de Valdetuéjar es una localidad española del municipio de Valderrueda, en la provincia de León, comunidad autónoma de Castilla y León.
La iglesia está dedicada a san Cipriano.

## Localidades limítrofes
Confina con las siguientes localidades:
- Al norte con Las Muñecas.
- Al noreste con Villalmonte.
- Al sureste con Renedo de Valdetuéjar.
- Al oeste con La Mata de Monteagudo.

## Demografía
Evolución de la población
| Gráfica de evolución demográfica de El Otero de Valdetuéjar entre 2000 y 2017 |
|                                                                               |
| Población de derecho (2000-2017) según el padrón municipal del INE            |

## Historia
Así se describe a El Otero de Valdetuéjar en el tomo XII del Diccionario geográfico-estadístico-histórico de España y sus posesiones de Ultramar, obra impulsada por Pascual Madoz a mediados del siglo XIX:

Lugar en la provincia y diócesis de León, partido judicial de Riaño, audiencia territorial y capitanía general de Valladolid, ayuntamiento de Renedo; Situado en terreno montuoso inmediato al origen del río Cea; su clima es frío pero sano. Tiene 38 casas; escuela de primeras letras; iglesia parroquial (San Ciprián), servida por un cura de ingreso y presentación de Su Majestad en los meses apostólicos, y en los ordinarios del arcediano de Cea, dignidad de la Santa Iglesia Catedral, y buenas aguas potables. Confina con términos de las Muñecas, La Mata, Villadelmonte y Renedo. El terreno es de mediana calidad. Producciones: granos, legumbres y pastos; cría ganados y alguna caza. Población: 38 vecinos, 147 almas. Contribución: con el ayuntamiento.
Diccionario geográfico-estadístico-histórico de España y sus posesiones de Ultramar